# Dömd (pjäs)
Dömd – Skådespel i tre akter är en pjäs av Alfhild Agrell, uruppförd på Kungliga Dramatiska Teatern i Stockholm den 16 februari 1884.

## Handling
Valborg har haft en utomäktenskaplig förbindelse med adelsmannen Sixten Björnklo och fött deras son. Han har lovat att gifta sig med henne och i väntan på att så ska ske sjukvikarierar Valborg som guvernant hos familjen Hillner. Sixten tänker dock inte alls gifta sig med Valborg utan med en viss Gertrud. Hon visar sig vara dotter i familjen där Valborg tjänstgör. Valborg konfronterar Sixten och talar om sanningen för hans familj och vänner. För detta fördöms Valborg och blir uppsagd, medan Sixten förlovar sig med Gertrud.

## Personer
- Hillner, professor
- Hilma, hans hustru
- Gertrud, deras dotter
- Ivar, deras son, 8 år
- Valborg Lindén, guvernant för Ivar
- Sixten Björnklo, kapten
- Olof Wide, kandidat
- Moster Lisen
- Änkefru Hillner, professorns mor
- Direktör Hillner
- Fru Hillner
- Assessor Holm
- Fröken Bonn
- Thure Mantell, kongl. sekter
- Anna, tjänarinna

## Om pjäsen
Pjäsen utgavs som en del av samlingen Dramatiska arbeten II 1884 på Oscar L. Lamms förlag och 2012 som en del av samlingen Dramatiska arbeten, som innehåller Agrells samlade dramatiska produktion.
År 1885 skrev Augusta Barthelson en fortsättning på Dömd kallad Efterspel. Pjäsen lämnades in till Dramaten för läsning men refuserades eftersom den var alltför lik Agrells pjäs.

## Mottagande
Nya Dagligt Allehandas recensent ansåg att pjäsen andra akt var den mest fulländade och i sig värd ett teaterbesök. Dagens Nyheter kallade pjäsen "ett litet mästerstycke af sann och verkningsfull realism". Desto mer negativ var Aftonbladet som ansåg att Valborgs historia var osannolik. Man ansåg också att rollfiguren professorskan var otillfredsställande.